# ME AND MY DEVIL
『ME AND MY DEVIL』（ミー アンド マイ デヴィル）は、鬼束ちひろの2作目のPV集。

## 解説
2001年4月11日に発売された。DVDおよびVHS規格の2形態での発売となり、DVD盤の初回プレス盤はトールサイズパッケージ仕様、VHS盤はジュエルボックスケース仕様となっている。なお、いずれも初回プレス盤には、オリジナルポスターと、アルバム『インソムニア』との連動企画としてシングル「眩暈/edge」発売時まで配布されていたフリーペーパー『Pretty Witch』を製本化した『Pretty Witch Complete Books』が抽選で当たるキャンペーン応募券が封入されている。
本作はアルバム『インソムニア』までに発表されたシングル曲5曲に加え、アルバム収録曲の2曲の撮り下ろしPVを収録している。
ジャケットに使用されている写真はアルバム『インソムニア』のためのフォトセッションで撮影され、アルバムのジャケットやブックレットに採用されなかったものを使用している。

## 収録曲
1. シャイン (unplugged)
ディレクターは井上強。レコーディングと撮影は、シングル発売後の2000年2月17日に東芝EMI（現EMIミュージック・ジャパン）のStudio TERRAにて行われた。ピアノ演奏は羽毛田丈史が担当した。
2. 月光
ディレクターは井上強。
3. Cage
ディレクターは仲道哲二。
4. 眩暈
ディレクターは井上強。
5. edge
ディレクターは堤幸彦。映画『溺れる魚』の主題歌起用の関係で、堤がディレクターを、オフィスクレッシェンドの内山雅博がプロデュースをそれぞれ務めた。
6. We can go
ディレクターはUGICHIN。ロケは千葉県夷隅郡御宿町の御宿西部グリーンタウンにて行われた。撮影はノーカットで行われている。
7. 月光 (album version)
ディレクターは岩神拓郎。ロケは東京都八王子市の八王子ホテルニューグランドに併設されているウェディングチャペルにて行われた。